# Gmina Črenšovci
Gmina Črenšovci (słoweń.: Občina Črenšovci) – gmina w Słowenii. W 2002 roku liczyła 4100 mieszkańców.

## Miejscowości
Miejscowości wchodzące w skład gminy Črenšovci:
- Črenšovci (węg.: Cserfőld) – siedziba gminy
- Dolnja Bistrica (węg.: Alsóbeszterce)
- Gornja Bistrica (węg.: Felsőbeszterce)
- Srednja Bistrica (węg.: Középbeszterce)
- Trnje (węg.: Tüskeszer)
- Žižki (węg.: Zsizsekszer)